# Doblophone
Le doblophone (connu aussi sous le nom de doublophone) est un instrument à vent hybride de la famille des cuivres, dont le nom est déposé le 7 août 1891 aux Etats-Unis, par le facteur F. Besson & co. à Londres, apte à jouer deux sons simultanément composé d'un euphonium à 3 pistons à perce conique large et d'un trombone à pistons à perce mixte cylindrique et conique. L'instrument permet « de jouer des duos à lui tout seul ». 

## Description
Le doblophone possède deux tubulures complètes distinctes. Les 3 pistons de jeu sont communs aux deux instruments : euphonium et trombone.
Un quatrième piston permet de passer rapidement d'un instrument à l'autre ; lorsqu'il est fermé, la colonne d'air passe par la tubulure de l'euphonium ; en ouvrant le piston, la sortie de l'air se fait par la tubulure et le pavillon du trombone.
Le pavillon du trombone peut être dévissé et démonté lorsque l'on n'a besoin que de l'euphonium.

## Histoire
En réponse à l'apparition d'instruments à pavillon double aux États-Unis vers 1880 (C.G. Conn) , F. Besson propose le doblophone destiné à ce marché en cherchant à corriger les problèmes d'intonation et de justesse en employant deux tubulures distinctes passant par les 3 pistons de jeu et un piston d'aiguillage au plus proche de l'embouchure. 
Cet instrument est alors présenté dans les expositions internationales par F. Besson de la fin du  XIXe siècle (Royal Military Exhibition (en) à Londres de 1890, World's Columbian exposition de 1893 à Chicago...) et du début du XXe siècle,  mais n'apparaît pas avoir trouvé son public. 
Certains anglo-saxons le classent dans la famille des euphoniums à pavillon double. Néanmoins l'euphonium à pavillon double ne peut jouer qu'un seul son à la fois, le quatrième ou cinquième piston servant à sélectionner le pavillon. 
Il n'en subsiste que de rares exemplaires dans les collections à travers le monde, par exemple :
- Euphonium, un passage à travers les pistons. Marquage sur le grand pavillon “Doblophone / Registered” / “50 MEDALS OF HONOUR BESSON” en bannière / monogramme FB / “F. BESSON  ``Prototype / 198 EUSTON ROAD / LONDON” / étoile à 5 branches / “ENGLAND / C. FISHER / 6. 4TH AV. N.Y. / SOLE AGENT U. STATES”; sur le petit pavillon “BESSON & CO / LONDON”; sur le corps du troisième piston “3” / ellipse contenant “F. BESSON” / étoile à 5 branches / “BREVETE” et “49671”. Numéroté au plus tard le 9 Mai 1892.

À ce jour, la base MIMO n'en recense pas dans les musées publiques mais quelques rares musées disposent tout de même d'un exemplaire comme le Musical Instrument Museums Edinburgh.